# Вибухаючі паливні гранули

Паливні вуглемасляні гранули.

Фрагменти вибухового горіння вуглемазутної гранули діаметром 1 мм. Вихідний вугільний пил крупності -0,1 мм. Кадри кінознімання.

Вибухаючі паливні гранули — вуглемасляні паливні гранули, що «вибухають» при термоударi. Такий ефект досягається внаслідок підтримки внутрішньої вологості гранул на заданому рівні при їх одержанні, наприклад, за технологією масляної агломерації вугілля. Термоудар, який виникає при введенні гранули у зону згорання, призводить до швидкого випаровування вологи в тілі гранули із заданою внутрішньою вологістю, при якому пара вибухоподібно розриває гранулу на частини. Таким чином, при введенні вибухаючих паливних гранул певного складу (вугілля+вуглеводневий реагент-зв'язуюче+вода) відбувається вибухоподібне термічне подрібнення гранул під час їх горіння.
Способи одержання вибухаючих паливних гранул запатентовані у США і українськими науковцями в СРСР.
Застосування таких гранул доцільне при спалюванні гранул в топках циклонного типу або в киплячому шарі.